# Igor Witkowski

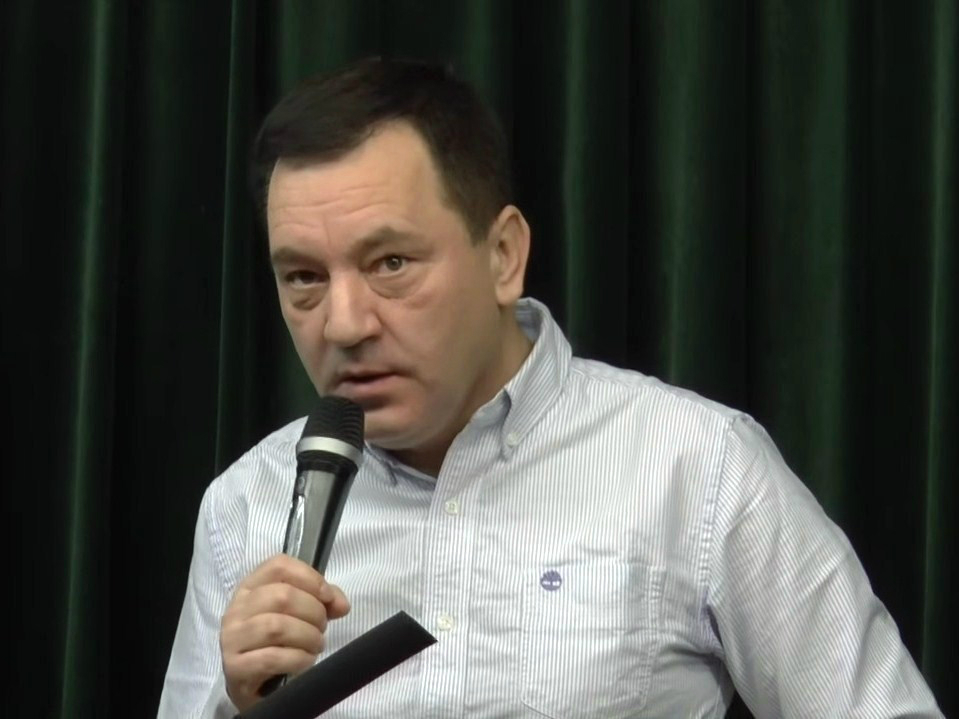
Igor Witkowski

Igor Witkowski (* 1963 in Warschau) ist ein polnischer Journalist, Autor, Militärhistoriker und Ufologe.

## Tätigkeit
Anfang der 1990er Jahre war Witkowski Chefredakteur der Zeitschrift Technika Wojskowa. Seitdem hat er nach eigenen Angaben allein 60 Bücher veröffentlicht mit dem Schwerpunkt Geschichte des Zweiten Weltkriegs. Insbesondere bearbeitet er die Geschichte der so genannten Wunderwaffen. Er publizierte außerdem zur Präastronautik und Erich von Däniken und trat auch in Fernsehdokumentationen wie der US-amerikanischen Fernsehserie Ancient Aliens (Episode Technologien im Dritten Reich) oder Nazi UFOs – Die Verschwörung (USA 2008, Nazi UFO Conspiracy, Regie: Hereward Pelling) auf.
Auf Deutsch wurde bislang sein dreibändiges Werk Die Wahrheit über die Wunderwaffe. Geheime Waffentechnologie im Dritten Reich publiziert. Insbesondere versucht Witkowski die Existenz eines deutschen Fluggeräts namens Die Glocke nachzuweisen, die 1944/45 unter der Ägide von SS-Obergruppenführer Hans Kammler entstanden sein soll.
Witkowski ist auch in der Fundacja Nautilus tätig; einer 2001 gegründeten Stiftung, die sich mit der Erforschung von Kornkreisen, der Reinkarnation, Geisterflecken und der Ufologie beschäftigt.